# Vergelijking tussen infrarood- en ramanspectroscopie
Dit artikel geeft een vergelijking tussen infraroodspectroscopie en ramanspectroscopie. Infraroodspectroscopie en ramanspectroscopie zijn beide vrij krachtige spectroscopische technieken om de structuur en samenstelling van een materiaal mee te onderzoeken. Beide technieken hebben elk hun eigen kenmerken en voordelen. Bovendien gelden voor ramanspectroscopie andere selectieregels dan voor infraroodspectroscopie. Zo geven vibraties van drievoudige CC-bindingen, C=C, P=S, S-S en C-S slechts zwakke signalen via IR, maar sterke signalen in de ramanspectra. Daarentegen is infraroodspectroscopie beter voor meer ionaire groepen zoals O-H en N-H. Hierdoor zijn er met ramanspectroscopie toepassingen mogelijk die niet met IR-spectroscopie mogelijk zijn, en omgekeerd. Door de verschillende gevoeligheid voor specifieke vibraties geven beide technieken complementaire informatie. Bij moeilijkere stalen, zal men dan ook dikwijls beide technieken toepassen.
| Ramanspectroscopie                                                                                                   | Infraroodspectroscopie |
| --- | --- |
| Analyse van waterige oplossingen mogelijk                                                                            | Sterke absorptie van IR-licht in water, geen analyse van waterige oplossingen mogelijk                                                    |
| Smalle banden | Meestal iets bredere banden |
| Analyse van materiaal in afgesloten eenheden(*) mogelijk door middel van een transparant venster en back-scattering. | Analyse van materiaal in afgesloten eenheden(*) niet mogelijk: opvang van doorgelaten licht aan zijde recht tegenover het inkomende licht |
| Detectie van laag-energetische vibraties mogelijk (zelfs tot 50 cm−1)                                                | Laag-energetische vibraties niet detecteerbaar                                                                                            |
| Geen of beperkte monstervoorbereiding                                                                                | Meestal wel (uitgebreide) monstervoorbereiding                                                                                            |
| Uitgebreide spectrale databanken(**) voor productherkenning (nog) niet beschikbaar                                   | Uitgebreide spectrale databanken(**) beschikbaar                                                                                          |
| Meting van de depolarisatie geeft informatie over de symmetrie van de onderzochte vibratie                           | Symmetrieinformatie van een vibratie niet beschikbaar                                                                                     |
| Minder materiaal nodig; een laser is noodzakelijk wegens het inherent zwakke ramansignaal                            | Goedkopere instrumentatie |

(*) zoals ampullen, buizen, industriële reactoren etc.
(**) raman- en IR-spectroscopie geven geen directe informatie over de volledige molecule of de samenstelling van een staal. Beide vibrationele spectroscopische technieken geven echter wel info over de aanwezige functionele groepen. Productherkenning gebeurt dan via referentiestoffen en een databank.